# Querandiornis
Querandiornis je izumrli prapovijesni rod ptica neletačica iz reda tinamuovki. Monotipičan je, zna mu se samo za jednu vrstu, Querandiornis romani. Ova prapovijesna tinamuovka živjela je u razdoblju pleistocena, prije oko šest milijuna godina. 